# Got to Believe
Got to Believe est une série télévisée philippine diffusée entre le 26 août 2013 et le 7 mars 2014 sur l'ABS-CBN,.

## Distribution

### Acteurs principaux
- Kathryn Bernardo : Christina Charlota "Chichay" Tampipi
- Daniel Padilla : Joaquin "Wacky Boy" Manansala/Ryan Manansala

### Acteurs secondaires
- Carmina Villaroel : Juliana San Juan-Manansala
- Manilyn Reynes : Elizabeth "Betchay/Mama Bear" Tampipi
- Ian Veneracion : Jaime Manansala
- Benjie Paras : Chito "Papa Bear" Tampipi
- Liza Soberano : Alexa "Alex" Rodrigo
- Joonee Gamboa : Francisco "Lolo Isko" Tampipi
- Chinggoy Alonzo : Ronaldo San Juan
- Minnie Aguilar : Matilda Crisostomo-Pantoja
- Lou Veloso : Mang During Pantoja
- Al Tantay : Tatay Poro
- Janice Jurado : Rona Manansala
- Nina Ricci Alagao : Gigi Galvez
- Beverly Salviejo : Tarantina
- Cecil Paz : Madam Fifi
- Hyubs Azarcon : Whitey
- Ethyl Osorio : Ethel
- Benjamin Domingo : Bubbles
- Darwin "Hap Rice" Tolentino : Nanoy
- Mhyco Aquino : Jericho "Jec-Jec" Manansala
- Irma Adlawan : Yaya Puring
- Ping Medina : Asiong